# Evering Road
Evering Road è il secondo album in studio del cantante britannico Tom Grennan, pubblicato il 12 marzo 2021 su etichetta discografica Insanity Records.

## Tracce
1. If Only – 3:31
2. Something Better – 3:04
3. Little Bit of Love – 3:46
4. Amen – 3:00
5. It Hurts – 3:49
6. Never Be a Right Time – 3:05
7. This Is the Place – 3:06
8. Sweeter Then – 3:25
9. Make My Mind Up – 3:18
10. Second Time – 3:13
11. You Matter to Me – 3:13
12. Oh Please – 3:41
13. I Don't Need a Reason – 2:52
14. Love Has Different Ways to Say Goodbye – 3:06

Tracce bonus nella versione deluxe
1. Let's Go Home Together (con Ella Henderson) – 3:29
2. Long Live You and I – 2:45

Evening Road (Special Edition)
1. Don't Break the Heart – 3:50
2. Little Bit of Love – 3:46
3. If Only – 3:31
4. It Hurts – 3:49
5. Let's Go Home Together (con Ella Henderson) – 3:29
6. This Is the Place – 3:06
7. Never Be a Right Time – 3:05
8. Sweeter Then – 3:25
9. Make My Mind Up – 3:18
10. Calvin Harris – By Your Side (feat. Tom Grennan) – 3:11
11. Something Better – 3:04
12. You Matter to Me – 3:13
13. Second Time – 3:13
14. Oh Please – 3:41
15. I Don't Need a Reason – 2:52
16. Amen – 3:00
17. Love Has Different Ways to Say Goodbye – 3:06
18. Long Live You and I – 2:45
19. People Always Meant to Be – 3:56
20. Being Angry – 2:51
21. Little Bit of Love (Live from Abbey Road) – 3:41

## Successo commerciale
In madrepatria Evering Road ha debuttato in cima alla classifica degli album, segnando la prima numero uno per il cantante. Nel corso della settimana è riuscito a totalizzare 17 322 unità, di cui 12 722 sono derivanti dalla vendita dei formati fisici, divenendo in questo modo il decimo album nella storia della classifica ad arrivare primo con il maggior numero di copie fisiche distribuite.

## Classifiche

### Classifiche settimanali
| Classifica (2021) | Posizione massima |
| ----------------- | ----------------- |
| Francia           | 111               |
| Irlanda           | 19                |
| Paesi Bassi       | 52                |
| Regno Unito       | 1                 |

### Classifiche di fine anno
| Classifica (2021)  | Posizione |
| ------------------ | --------- |
| Regno Unito        | 52        |
| Classifiche (2022) | Posizione |
| Regno Unito        | 93        |